# Moldavit

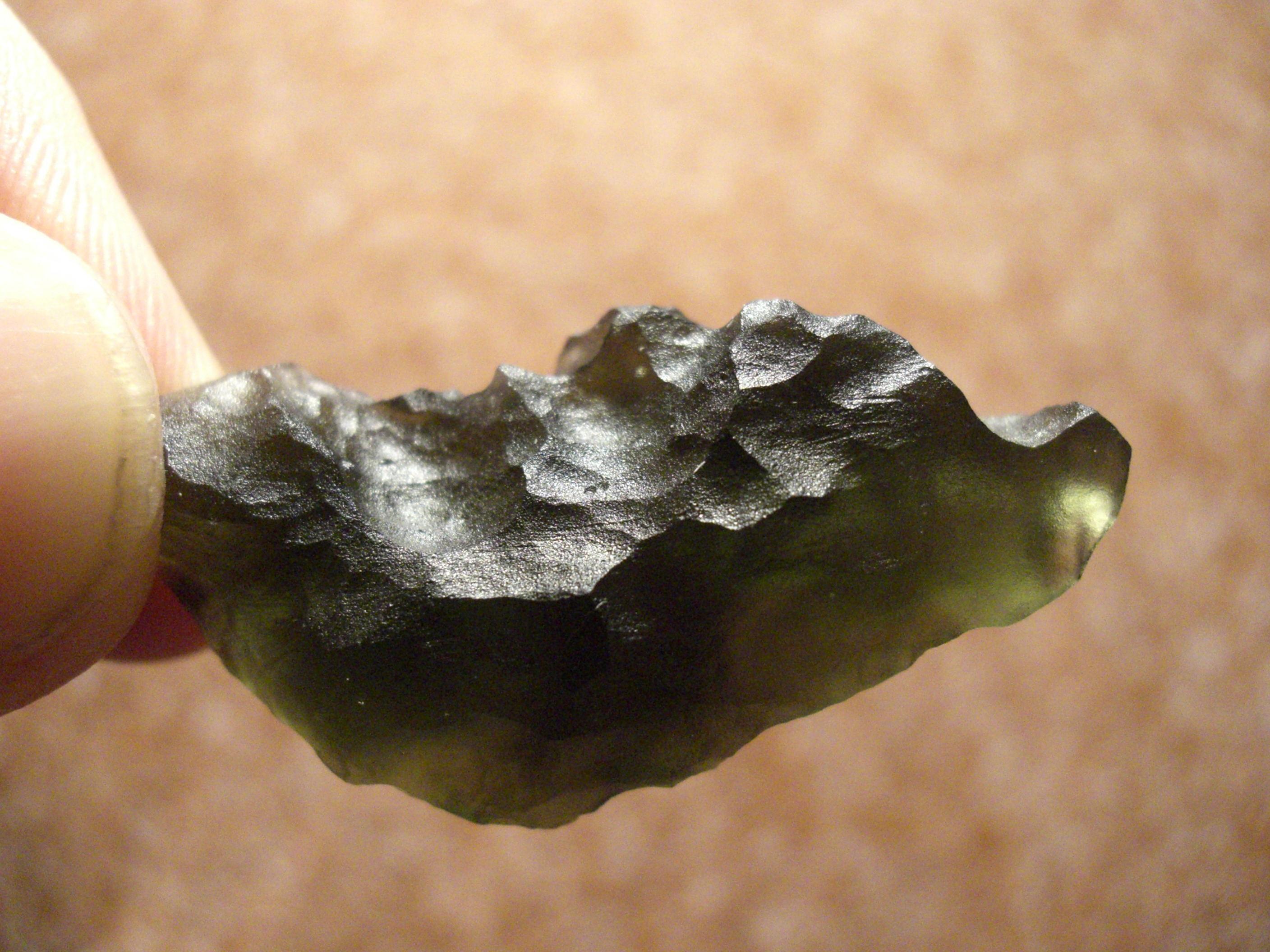
Moldavit från Södra Böhmen.

Moldavit är ett grönt glasaktigt mineral från Tjeckien i området kring Moldautein i södra Böhmen. Det tillhör släktet "tektiter", som uppstår vid större meteoritnedslag.
- J. Baier: Zur Herkunft und Bedeutung der Ries-Auswurfprodukte für den Impakt-Mechanismus. - Jber. Mitt. oberrhein. geol. Ver., N. F. 91, 9-29, 2009.
- Wikimedia Commons har media som rör Moldavit.